# Rosa Gutknecht

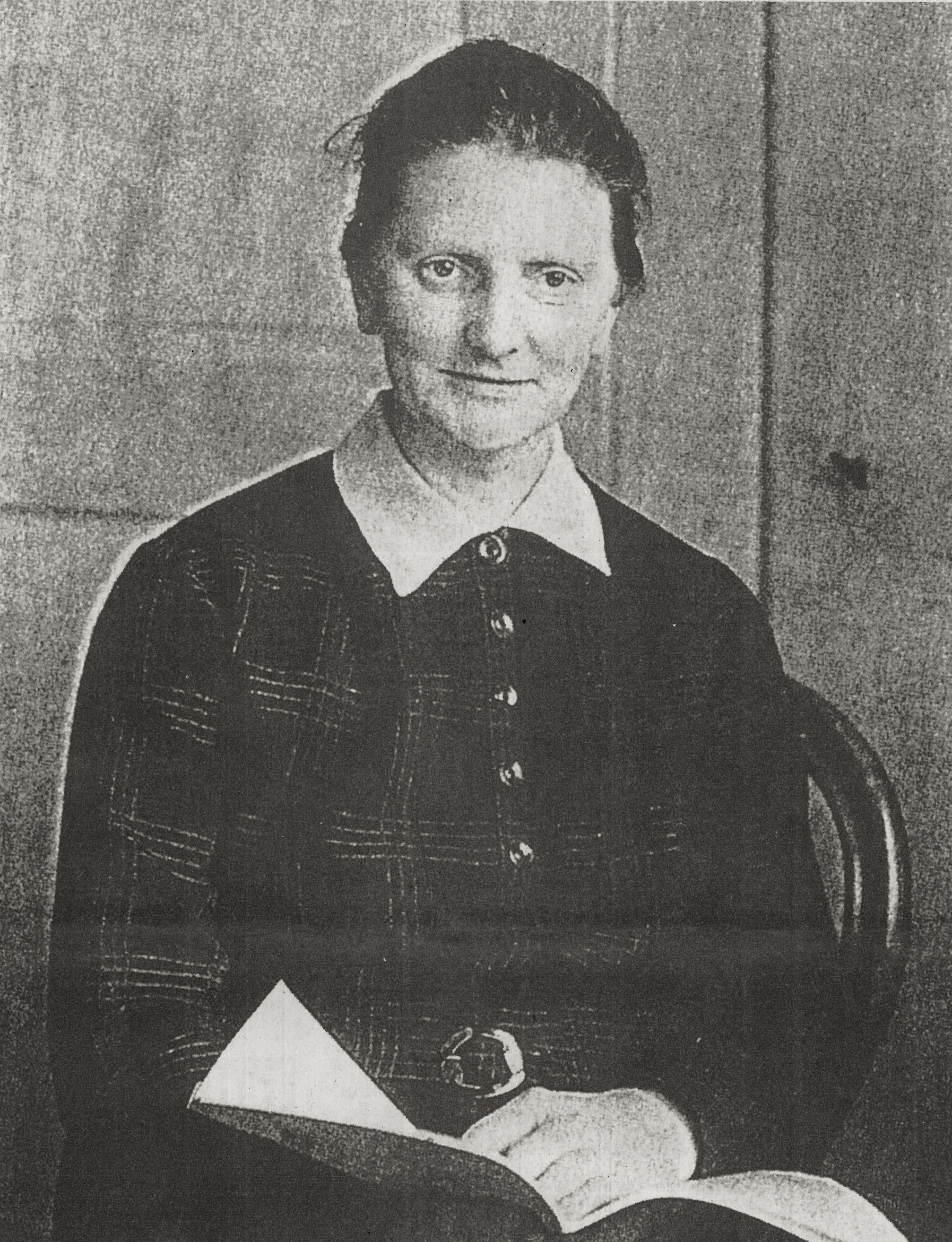
Rosa Gutknecht

Rosa Gutknecht (* 18. Mai 1885 in Ludwigshafen am Rhein; † 21. November 1959 in Zürich) war Theologin und Pfarrerin in Zürich. Sie gilt als eine der ersten Pfarrerinnen Europas.

## Leben

### Kindheit und Jugend
Laura Elisabeth Rosa Gutknechts Mutter, die Deutsche Christine Gutknecht geb. Grossmann, verstarb wenige Tage nach der Geburt. Ihr Vater, Herrmann Gutknecht, war Doktor der Chemie. Die ersten beiden Lebensjahre verbrachte Rosa bei ihrer Tante Ida in Berlin, einer Schwester ihres Vaters. Nach mehrmaligen Wohnungswechseln, bedingt durch die berufliche Tätigkeit des Vaters, zog die ganze Familie mit Grossmutter, mehreren Onkeln und Tanten nach Zürich-Wollishofen. Wegen ihrer schwächlichen Konstitution kam Rosa zu einer Pflegefamilie nach Chur im Kanton Graubünden, später wohnte sie auf eigenen Wunsch bei Verwandten in Thusis und half im familieneigenen Blumenladen aus. Die Schulzeit verbrachte das Mädchen ab 1892 in Maienfeld und Chur, wo sie 1901 auch konfirmiert wurde.

### Ausbildung
1901 bis 1905 besuchte Rosa Gutknecht das Lehrerseminar im Grossmünsterschulhaus in Zürich. 1905 verstarb ihr Vater, der noch einmal geheiratet hatte. Er hinterliess drei Kinder; seine zweite Frau war vor ihm jung verstorben. Nach ihrer Ausbildung erhielt Gutknecht als eine der wenigen eine Verweserei in Hausen am Albis, wo sie drei Jahre lang arbeitete. Weitere fünf Jahre unterrichtete sie in Zürich-Riesbach.
Rosa Gutknecht war nicht gerne Lehrerin. Da sie aber vom Religionsunterricht fasziniert war, besuchte sie bei Ludwig Köhler Vorlesungen über das Alte Testament. In einem Lebensrückblick schrieb sie: «Weil ich mit der Bibel nicht zurechtkam, beschloss ich Theologie zu studieren.» Nachdem sie den Entschluss gefasst hatte, begann sie vor dem Beginn des Studiums, Latein und Hebräisch zu lernen.
Am 10. Oktober 1913 begann Rosa Gutknecht als erste Schweizerin und als eine der ersten Europäerinnen das Studium der Theologie. Den Lebensunterhalt für sich und ihre drei Stiefgeschwister verdiente sie sich mit Privatstunden. Das Studium schloss sie 1917 ab; zusammen mit ihrer Freundin Elise Pfister (1886–1944) wurde sie am 27. Oktober 1918 in der Kirche St. Peter vom Kirchenrat als Pionierin zum kirchlichen Dienst ordiniert. Sie kümmerte sich sehr um die Kirchgemeinde Neumünster Zürich und deren Mitglieder; u. a. konnte sie auch Stellvertretungen übernehmen. Eine feste Stelle erhielt sie jedoch nicht.

### Berufsleben
Im Frühling 1919 wurde Rosa Gutknecht für zwei Tage in der Woche als Pfarrhelferin der Kirchgemeinde Grossmünster angestellt. Sie erteilte Religionsunterricht, war für die Seelsorge in Krankenhäusern zuständig und erledigte Hilfsdienste.
Am 7. Mai 1921 versagte der Zürcher Regierungsrat der Wählbarkeit von Pfarrerinnen die Genehmigung und begründete dies mit dem fehlenden Stimm- und Wahlrecht; ein Entscheid, den 1928 auch das Bundesgericht stützte. Im gleichen Jahr konnte Rosa Gutknecht für ein Jahr für den erkrankten Pfarrer Finsler die Stellvertretung mit allen pfarramtlichen Funktionen übernehmen. In verschiedenen Publikationen äusserte sie sich zu Fragen des kirchlichen Lebens und zu Frauenfragen und engagierte sich für die Schaffung von Netzwerken für sozial Benachteiligte. Zudem war sie die erste Präsidentin des 1939 gegründeten Schweizerischen Theologinnenverbandes. Zusammen mit ihrer Haushälterin Hedwig Huber wohnte sie am Zwingliplatz. Erholung gönnte sie sich bei Wanderungen in den Bergen.
1953 wurde Rosa Gutknecht pensioniert. Am 21. November 1959 starb sie nach kurzer Krankheit nach mehr als 30 Dienstjahren am Grossmünster und in verschiedenen Vikariaten. In der Abdankungspredigt wurde sie beschrieben als eine «nüchterne und sachliche, durch viele Kämpfe und Anfechtungen gereifte Frau». Die nächste Ordination einer Frau in der Zürcher Kantonalkirche, für die sie sich stets eingesetzt hatte, erfolgte auf den 1. Januar 1964, rund fünf Jahre nach ihrem Tod. Erste Pfarrerin am Grossmünster wurde 1998 Käthi La Roche.

### Schriften
- Abschiedsworte für Pfarrer P. Högger, in: Rudolf Liechtenhahn et al.: Zum Gedächtnis an Paul Högger, Pfarrer (1875-1942), Privatdruck, s. l. [1942], S. 17–22.

## Ehrung

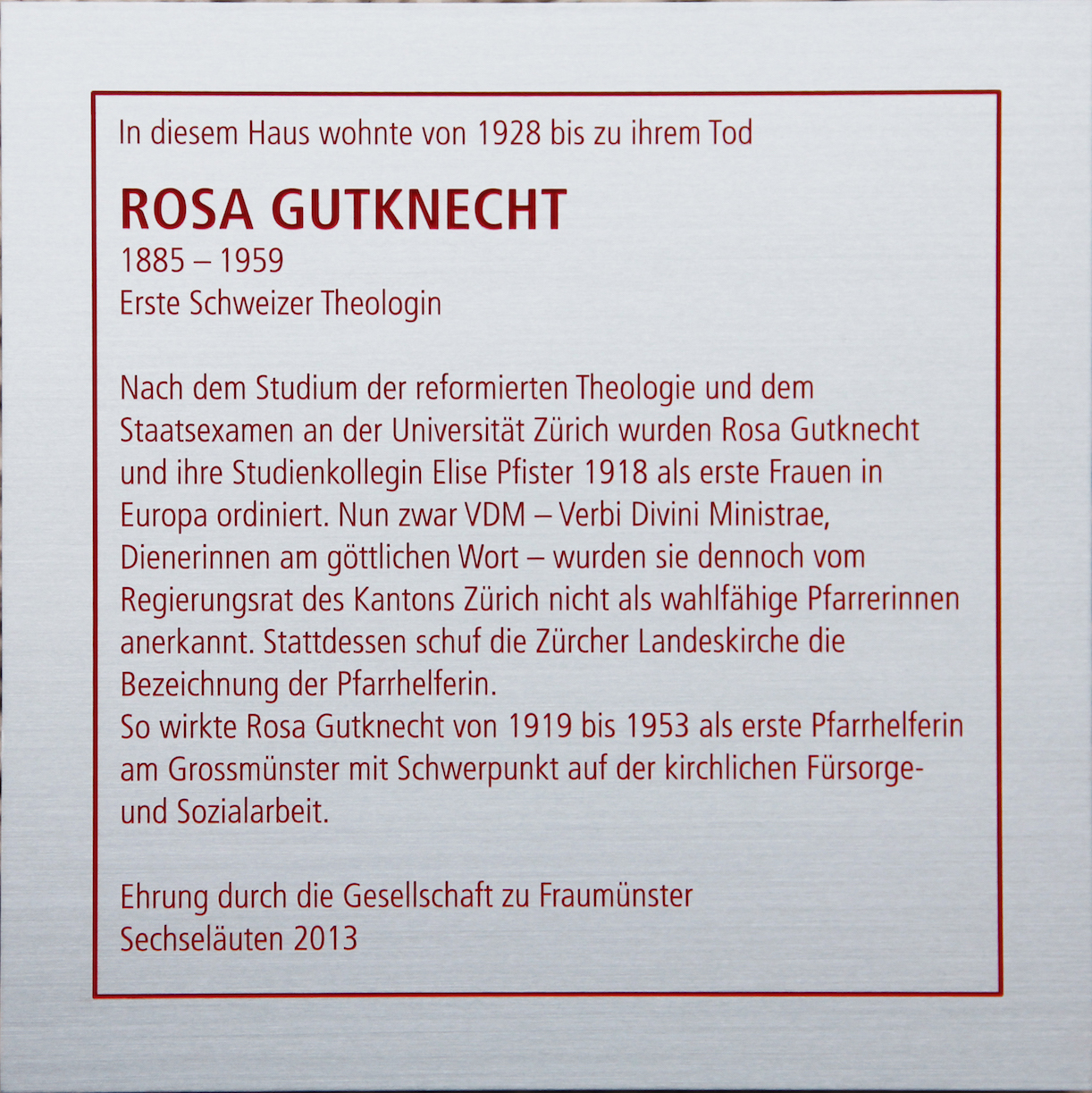
Gedenktafel Haus «Zum Loch», Zwingliplatz 1

Rosa Gutknecht wurde anlässlich der jährlichen Frauenehrung am Sechseläuten 2013 von der Gesellschaft zu Fraumünster geehrt. Eine Gedenktafel befindet sich am Haus «Zum Loch», Zwingliplatz 1, in Zürich.